# Poliembrionia

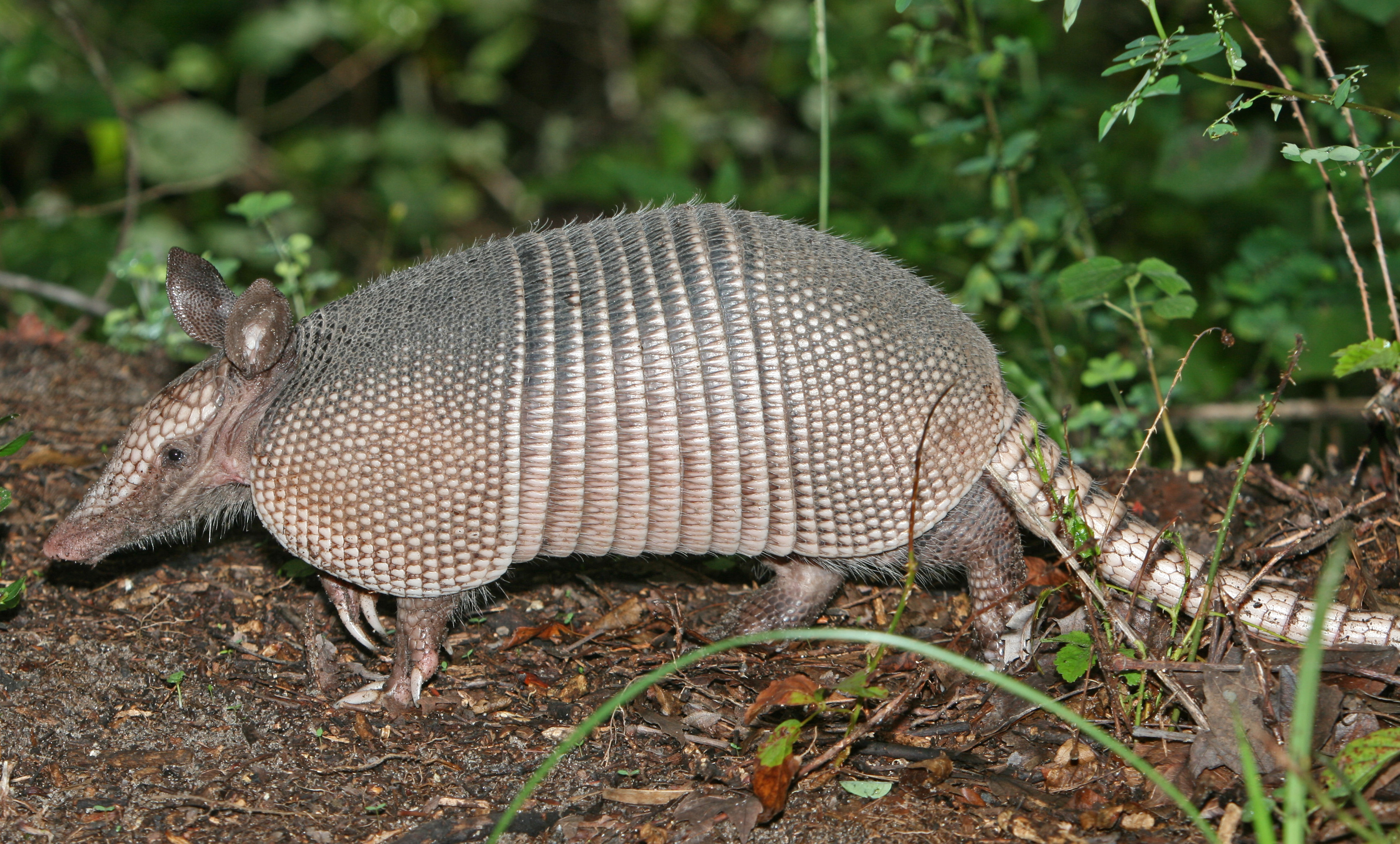
Dasypus novemcinctus.

La poliembrionia è il fenomeno attraverso il quale, da uno zigote, se ne generano degli altri. È tipico di animali e piante, e può essere considerata a tutti gli effetti, una riproduzione asessuata in stadio giovanile. La poliembrionia si oppone al processo di monoembrionia.
Negli animali la ritroviamo come forma normale in platelminti, briozoi, insetti, dove negli imenotteri, addirittura da un solo uovo fecondato, nascono fino a 1800 nuovi individui; e casuale, come nei mammiferi, che dà vita al fenomeno dei gemelli monozigoti. In particolare, in una specie di armadillo, si assiste sempre e solo alla poliembrionia. Una femmina di questa specie fa nascere 4 figli identici fra loro per ogni gravidanza.
Nelle piante si formano più embrioni in uno stesso ovulo, dalla fecondazione di più nuclei spermatici (genere pinus), tuttavia soltanto un embrione, solitamente, si trasforma in un seme.